# LED-Leuchte
In LED-Leuchten sind ein oder mehrere LED-Module zur Lichterzeugung in der Regel fest integriert. Das heißt, der Leuchtmittel- bzw. Modul-Wechsel wird nicht mehr vom Endverbraucher vorgenommen, sondern von Hersteller oder Fachpersonal. So bleibt der thermische Pfad auch nach der Reparatur erhalten. LED-Retrofits in Lampenform mit Schraub- oder Stecksockel sind dagegen eine Übergangslösung für konventionelle Leuchten.

## Aufbau

### Betriebsgerät
Die Arbeitsweise von LED-Modulen wird durch die Strom- und Spannungsversorgung entscheidend beeinflusst. Elektronische Betriebsgeräte und Konverter sorgen durch exakte Definition der elektrischen Parameter für gute Lichtausbeute, lange Lebensdauer und bieten Schnittstellen für die elektronische Steuerung.

### Gehäuse mit Kühlkörper
Mechanische, optische und thermische Auslegungen einer Leuchte müssen aufeinander abgestimmt werden. Kühlkörper leiten entstehende Verlustwärme vom Halbleiterchip ab.

### Optisches System
Für die gezielte Lichtverteilung sorgen Sekundäroptiken. Optische Systeme, Abdeckungen und Streuscheiben sollten möglichst viel Licht durchlassen. Sie streuen das Licht oder lenken es fokussiert.

## LED-Module
Leuchtdioden sind für Beleuchtungsaufgaben erst nutzbar, wenn sie auf Leiterplatten ein Modul bilden. LED-Module erzeugen über mit einzelnen LEDs bestückten Platinen Licht. Die Leiterplatte oder Platine ist für Stromversorgung, Wärmeableitung und Ansteuerung verantwortlich. Je nach Ausbaustufe können Module bereits mit einer Optik zur Lichtlenkung und einem Kühlkörper versehen sein.

### Chips
Chips bestehen aus Halbleitermaterial und sind die Basis jeder LED-Lösung (Lichtquellen und Leuchten). Es gibt sie in drei Ausführungen: Low- und Midpower-LEDs, Highpower-LEDs und Multi-Chip-LEDs.

#### Low- und Midpower-LED
Low- und Midpower-LEDs bestehen aus einem Kunststoffgehäuse mit Leadframe für Stromzufuhr und Wärmeableitung sowie einem Chip. Es gibt sie mit Leistungen von 0,1 bis 0,5 Watt. Low-Power-LEDs stammen aus der Anfangszeit der Leuchtdioden und kommen hauptsächlich in der Signalbeleuchtung vor. Superflux-Modelle, wie Spider oder Piranha, werden im Automobilbau verwandt.

#### Highpower-LEDs
Hochleistungs-LEDs erbringen eine Leistung von 1 bis 5 Watt und erzielen durch Kunststoffoptiken eine präzise Lichtlenkung. Sie kommen häufig in der Straßenbeleuchtung vor.

#### Multi-Chip-LED
Hier werden die Chips hinter einer größeren Konversionsfläche eingesetzt, beispielsweise COB-LEDs (Chip on Board). Module mit diesen Bauteilen gibt es etwa in Downlights, Hallen- oder Tischleuchten.

#### Bauformen im Überblick
- Die ersten Typen waren bedrahtete LEDs (radiale LEDs), in der Regel Low-Power-LEDs.
- COB-LEDs sind leistungsstarke, eng bepackte LED-Module. Der nicht verkapselte Halbleiterchip wird auf der Leiterplatte verklebt und über einen Bonddraht als Gegenpol kontaktiert. Der aufgebrachte Bubble (Epoxylinse) bestimmt den eng- oder breitstrahlenden Abstrahlwinkel.
- SMD-LEDs (Surface Mounted Devices) lassen sich flexibel verarbeiten und werden am häufigsten in LED-Leuchten und LED-Modulen verbaut. SMD-Bauformen gibt es bestückt mit Low-Power- und High-Power-LEDs.

### Thermomanagement
Eine gute Wärmeableitung, etwa durch Kühlkörper, ist ein wichtiges Qualitätsmerkmal für LED-Bauteile und Module. Denn zu hohe Temperaturen wirken sich negativ auf Lebensdauer und Lichtstrom aus. Umgekehrt gilt: Je kühler die Umgebungstemperatur, desto länger die Lebensdauer und umso höher der Wirkungsgrad. Seriöse Hersteller geben die zulässige Umgebungstemperatur auf dem Produkt an.